# Psidium pigmeum
Psidium pigmeum là một loài thực vật có hoa trong Họ Đào kim nương. Loài này được Arruda miêu tả khoa học đầu tiên năm 1816.